# Iselin Shumba

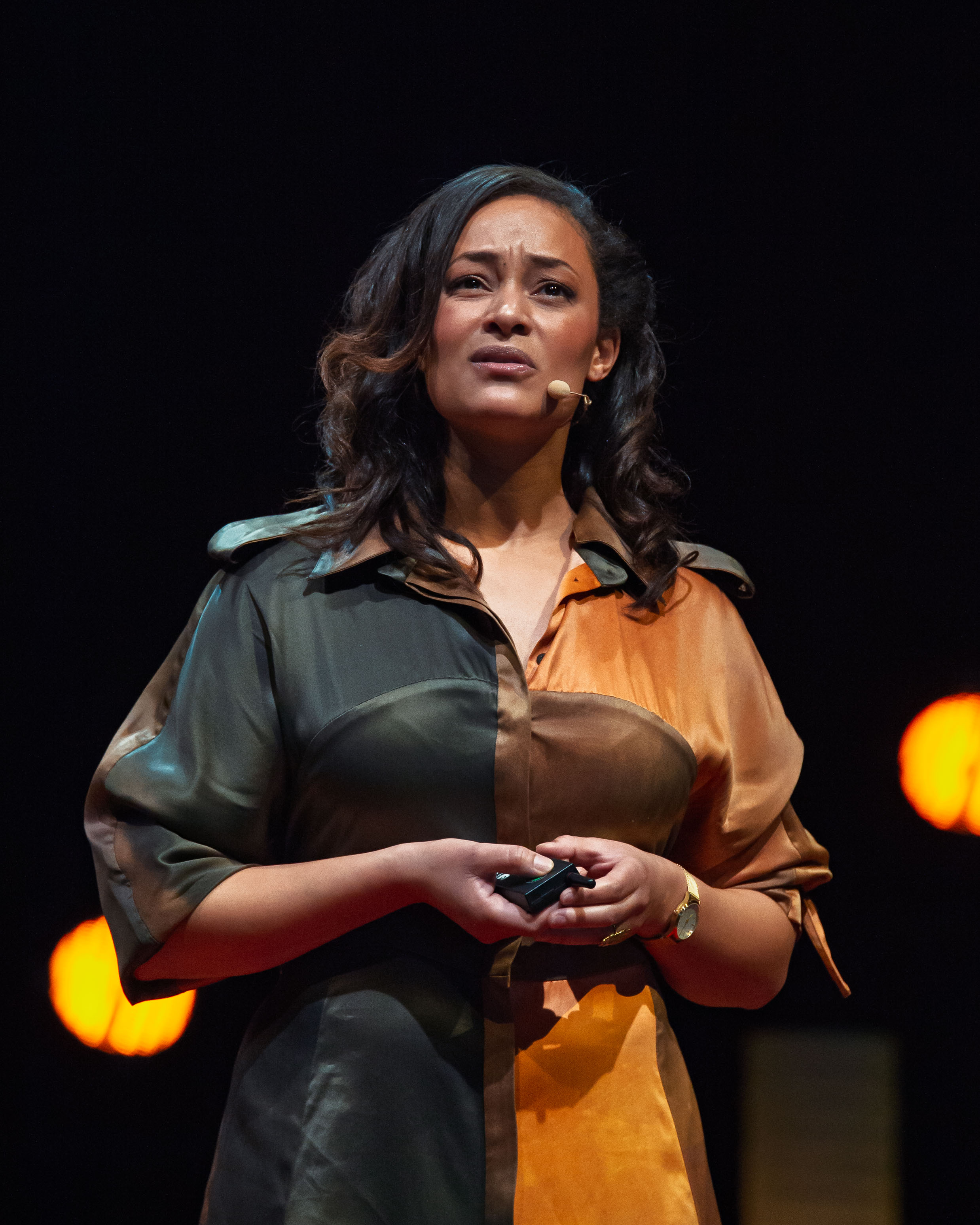
Iselin Shumba

Iselin Shumba Skjævesland (* 28. Dezember 1984 in Harare, Simbabwe) ist eine norwegisch-simbabwische Schriftstellerin, Schauspielerin, Aktivistin und Malerin.

## Leben
Iselin Shumba wurde 1984 in Harare als Tochter einer Norwegerin und eines Simbabwers geboren. Als sie eineinhalb Jahre alt war, zog die Familie nach Norwegen. Sie wuchs in Kristiansand auf und studierte von 2008 bis 2012 Schauspiel an der Nationalen Kunstakademie Oslo und 2013 am Michael Chekhov Institute in New York.
Shumba hatte mehrere Rollen an norwegischen Theatern, darunter am Nationaltheatret in Oslo und am Hordaland Theater.
Sie gehörte zu den Initiatorinnen von #stilleforopptak, einer von MeToo inspirierten Petition, bei der über 500 norwegische Schauspieler/-innen gegen sexuelle Belästigung Stellung bezogen.

## Filmografie
- 2013: Lilyhammer
- 2014: Sofia Flux
- 2014: Adventslekene
- 2016: Next Summer
- 2016: Oslo Traffic
- 2017: Valkyrien
- 2017: Aber Bergen
- 2018: Ingen Retur
- 2018: Kieler Street
- 2019: Side om side
- 2020: Livstid
- 2020: Weihnachten zu Hause
- 2020–2023: Ragnarök
- 2023: Eternal – Echos aus der Tiefe
- 2016, 2023: Schneewelt – eine Weihnachtsgeschichte (48 Folgen)
- 2024: VGS
- 2024: La Palma